# Jelitki
Jelitki (niem. Jelittken) – wieś w Polsce położona w województwie warmińsko-mazurskim, w powiecie oleckim, w gminie Wieliczki.
W latach 1975–1998 miejscowość administracyjnie należała do województwa suwalskiego.
Wieś wolna, lokowana na prawie magdeburskim 16 listopada 1486 r. przez wielkiego mistrza krzyżackiego Märtena Truchsessa za pośrednictwem Hansa von Tieffena. Braciom: Janowi, Michałowi i Rafałowi nadano 6 włók w pobliżu miejsca, gdzie dwa lata później powstało Kleszczewo, między Kleszczewem, Wronkami, Gutami i Golubiem. Około roku 1800 była to wieś wolna. Szkoła istniała krótko, na przełomie XIX i XX wieku. 
Podczas akcji germanizacyjnej nazw miejscowych i fizjograficznych historyczna nazwa niemiecka Jelittken została w lipcu 1938 r. zastąpiona przez niemiecką administrację nazistowską sztuczną formą Gelitten. W 1939 roku we wsi było 104 mieszkańców. 
Nazwą oboczną Jelitek była nazwa Siemiętki.
W 1938 wieś zamieszkiwało 104 mieszkańców.